# Ledkov
Ledkov je osada, část města Kopidlno v okrese Jičín. Nachází se asi 2,5 km na severozápad od Kopidlna ve stejnojmenném katastrálním území o výměře 16,37 km2. V roce 2011 zde trvale žilo 22 obyvatel. a roku 2013 bylo evidováno 29 adres. Leží tu zastávka na železniční trati Bakov nad Jizerou - Kopidlno a prochází silnice II/280, z níž na horním konci osady odbočuje silnice III/28031. 
Na území Ledkova se nachází stará - dnes už nefunkční hospoda, jejíž součástí byl taneční sál s výklenkem pro muzikanty. Uprostřed obce poblíž železniční trati je i stará hasičská zbrojnice, sloužící kdysi místnímu hasičskému sboru. Nedaleko od zbrojnice se prostírá Holský rybník.

## Historie
Kronika města Kopidlno se zmiňuje o tom, že na území Ledkova stávala tvrz, která zanikla někdy v polovině 17. století během třicetileté války. Koncem 18. století se zde rozkládala samostatná osada s několika domy, které náležely pánům z Dětenic, posléze z Ledkova.
Na přelomu července a srpna 2003 se na lukách a pozemcích místního soukromého zemědělce uskutečnil freetekno festival CzechTek za účasti zhruba 40 tisíc osob.

## Obyvatelstvo
Od šedesátých let 20. století dochází k postupnému demografickému úbytku.
| Rok            | 1869 | 1880 | 1890 | 1900 | 1910 | 1921 | 1930 | 1950 | 1961 | 1970 | 1980 | 1991 | 2001 | 2011 |
| -------------- | ---- | ---- | ---- | ---- | ---- | ---- | ---- | ---- | ---- | ---- | ---- | ---- | ---- | ---- |
| Počet obyvatel | 58   | 51   | 68   | 61   | 83   | 71   | 121  | 93   | 102  | 87   | 58   | 37   | 27   | 22   |

## Rodáci a osobnosti
- Prof. František Kadavý - první ředitel Štefánikovy hvězdárny v Praze; (12.11.1896 - 6.5.1972)
- Ing. Jaromír Stacho - autor prvního československého katalogu čepelkových obalů; nar. 9.10.1952

## Další fotografie

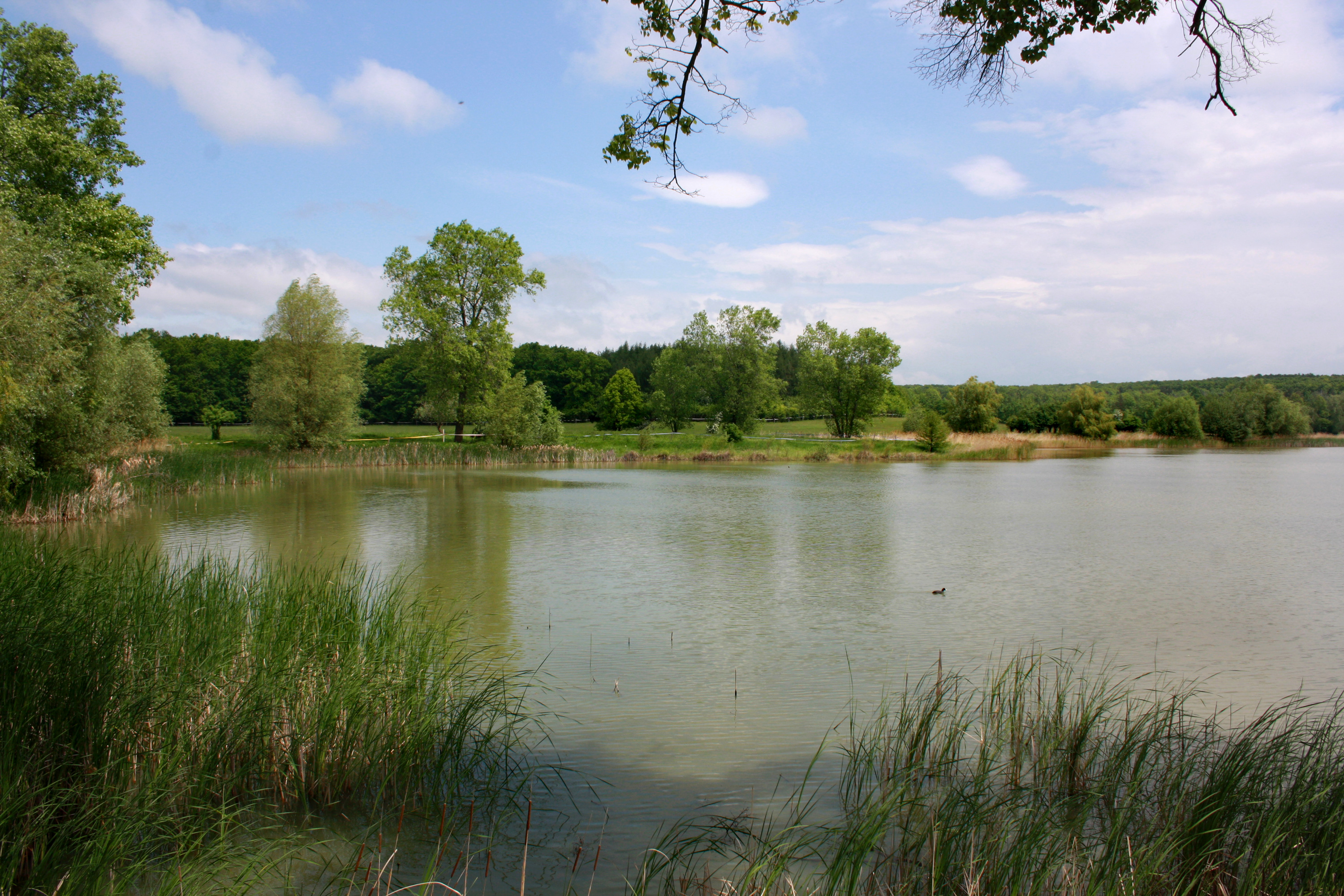
Holský rybník
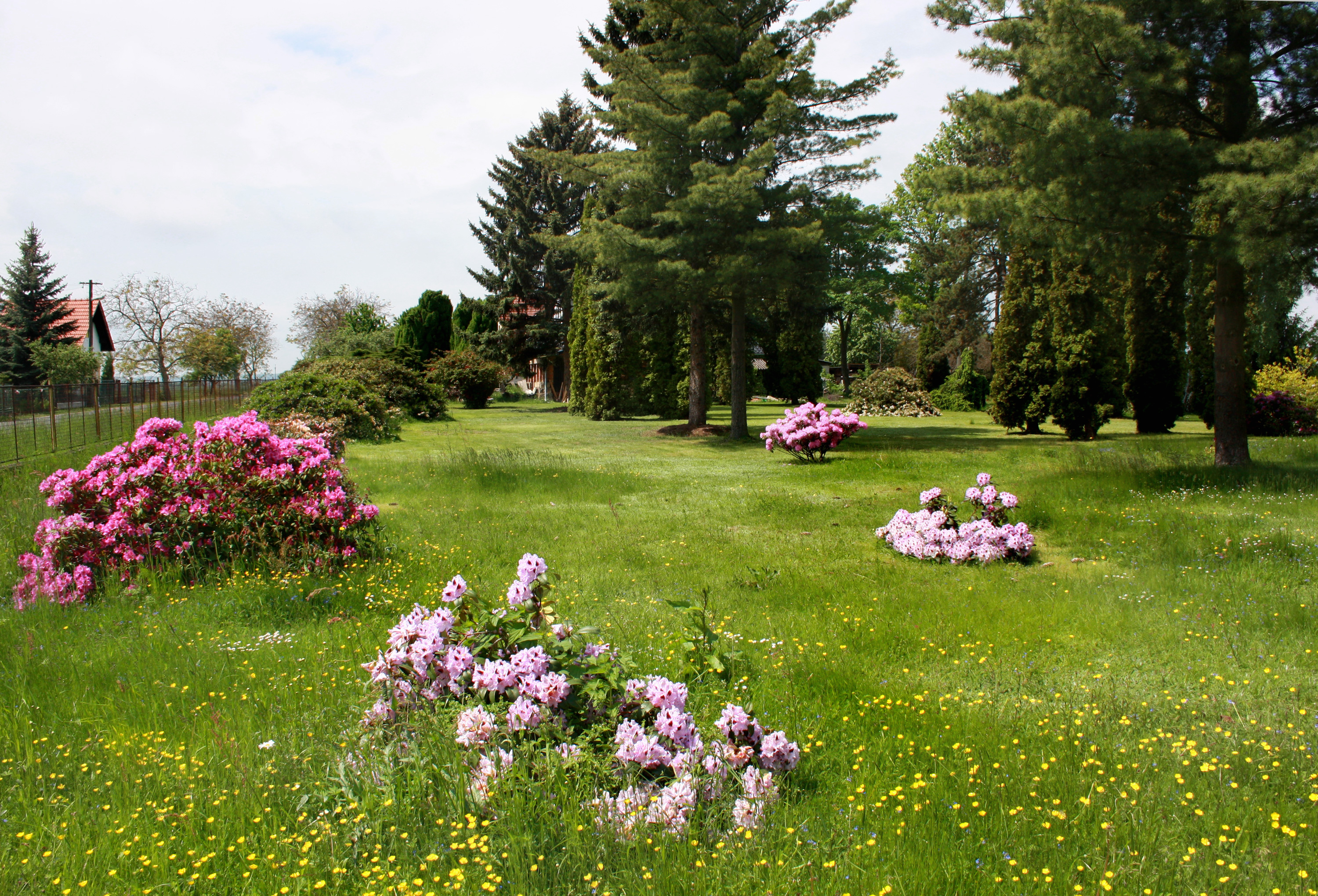
Zahrada u místní vily
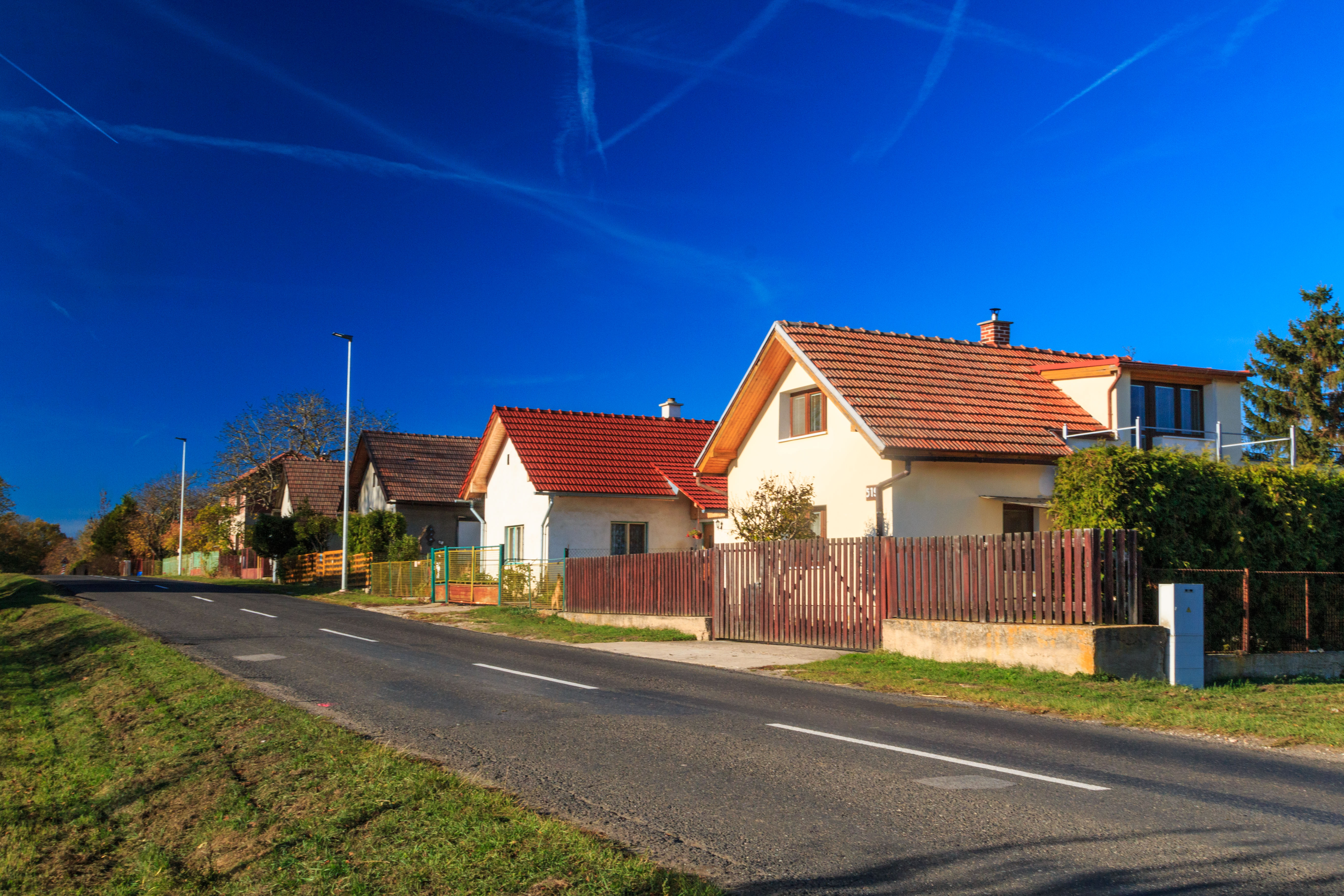
Ledkov - dům čp. 519
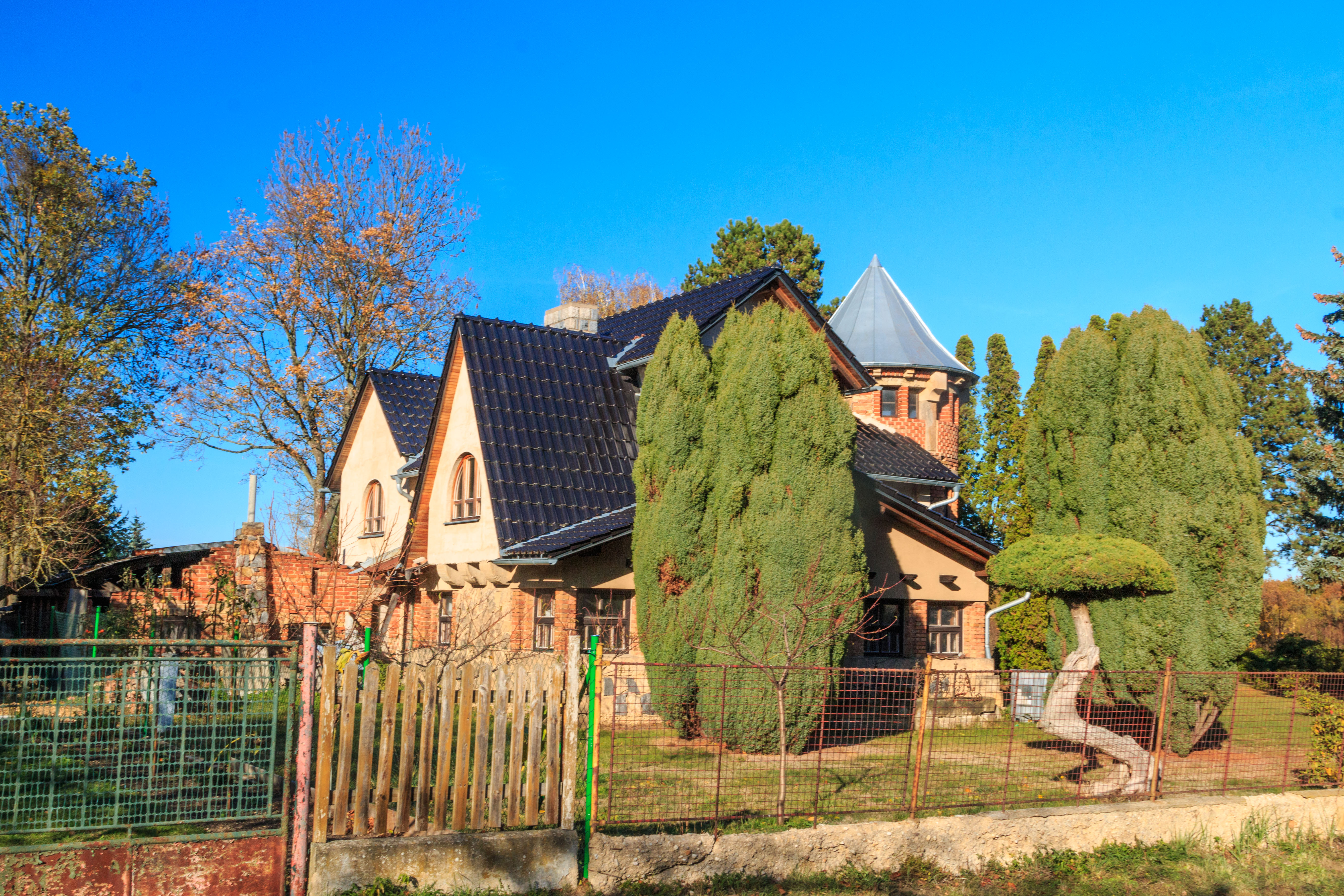
Ledkov - dům čp. 527
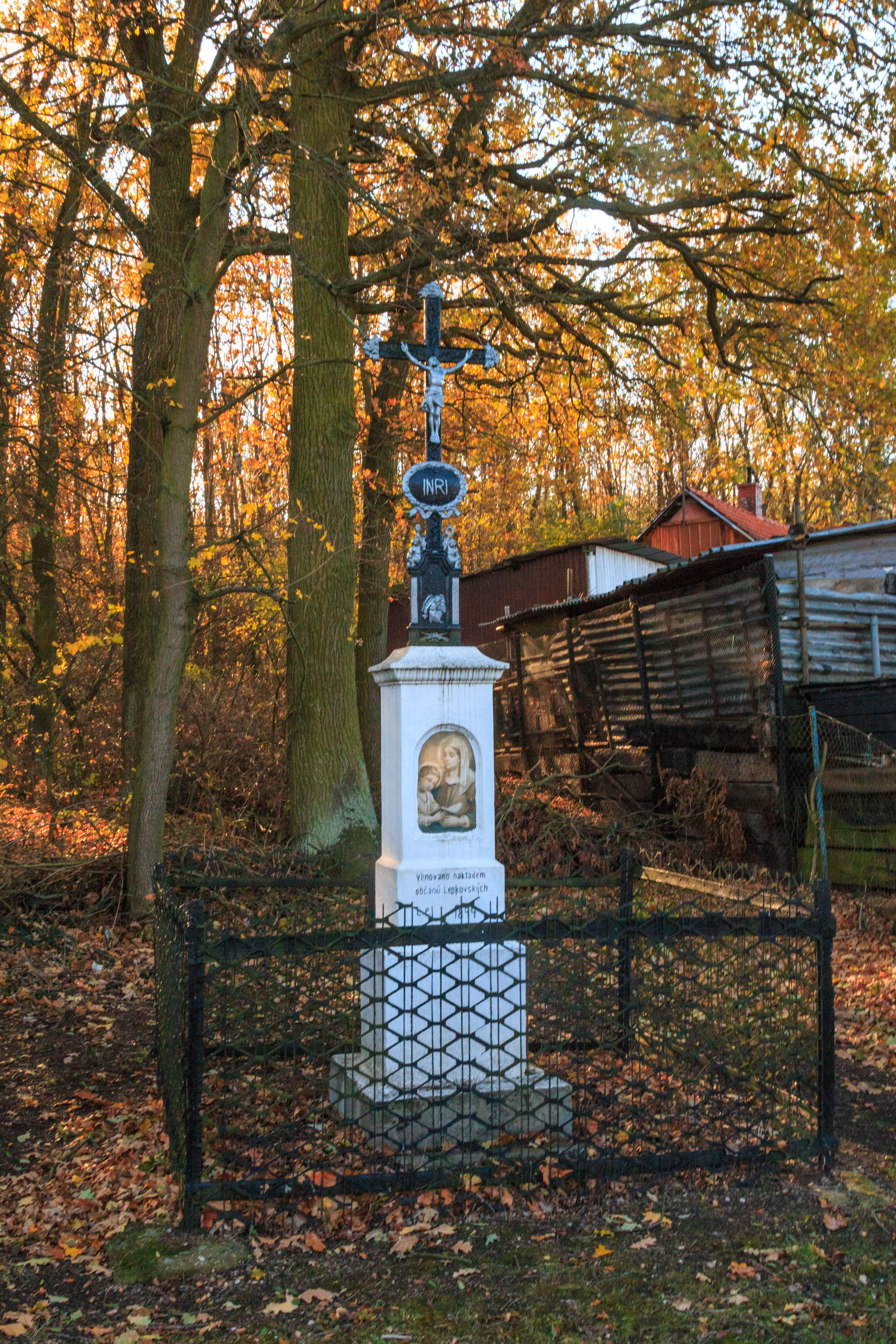
Ledkov - křížek
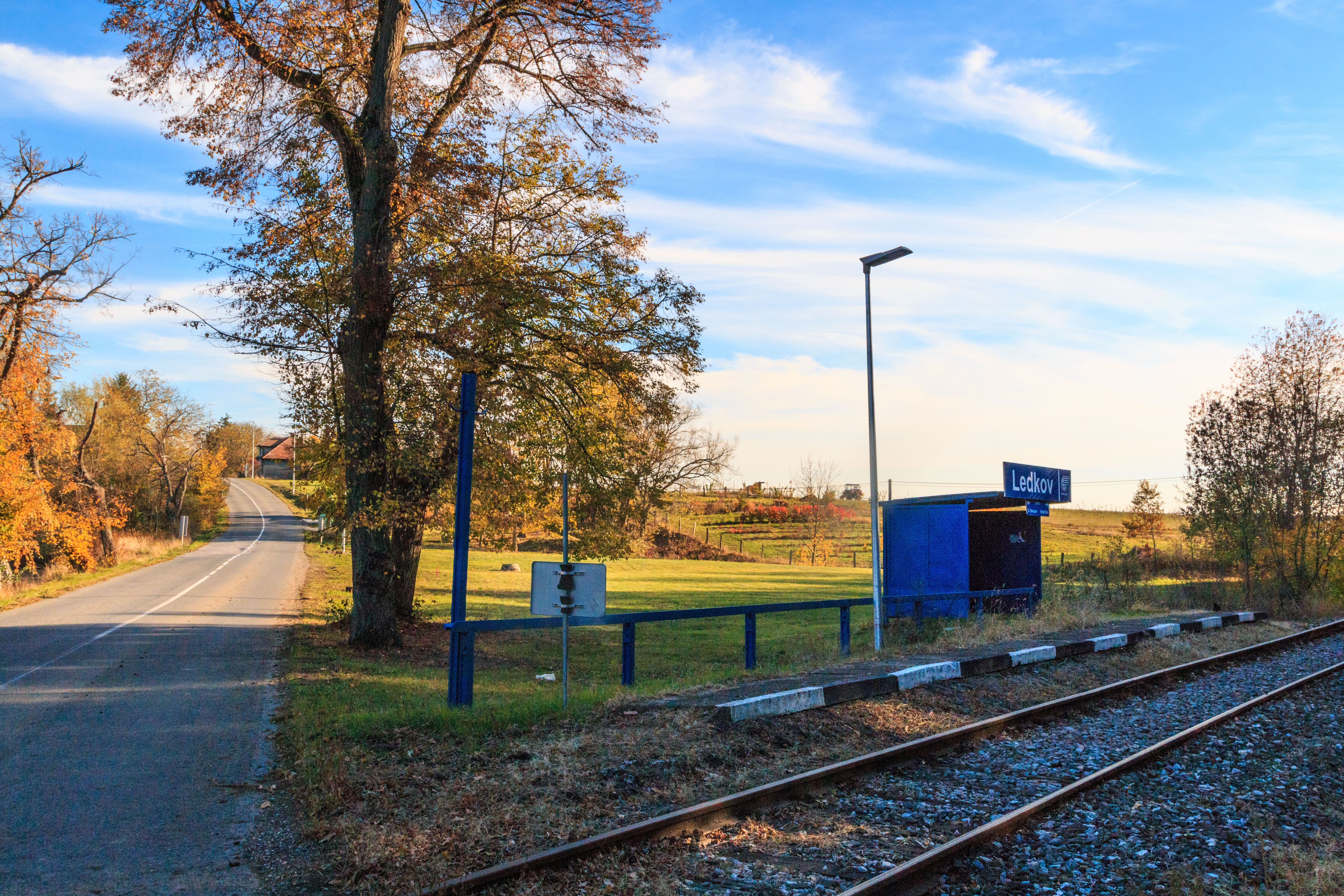
Ledkov - zastávka